# Majestical parade
Majestical Parade é o sexto álbum lançado no dia 13 de Maio de 2009 pela banda japonesa Nightmare.

## Faixas
1. Parade
2. Can you do it?
3. Mr.trash music
4. NAKED LOVE
5. MASQUERADE
6. MELODY （original ver.）
7. Cynical Re:actor
8. ジャイアニズム究 (Gianism 9)
9. Nothing you lose
10. Lost in Blue
11. シンプライフ (Simple Life)
12. クロニクル (Chronicle)